# Washburn (hrabstwo Clark)
Washburn – miasto w Stanach Zjednoczonych, w stanie Wisconsin, w hrabstwie Clark.